# حجل الصخر
حجل الصخر أو الحجل الرومي أو الشُّنَّار أو اليعقوب (الاسم العلمي: Alectoris graeca) (بالإنجليزية: Rock Partridge) هو طائر من الطرائد تحت فصيلة التدرجية من رتبة الدجاجيات، يعيش هذه النوع في جنوب غرب آسيا وجنوب شرق أوروبا، ويعتبر شبيها بشكل كبير بحجل تشوكار.
يفضل الصخور المنحدرة والمشجرة على الجبال العالية فوق خط الثلج، تضم الأنثى أحيانًا حضنتين تحضن واحدة، وتترك الأخرى للذكر. عدد البيض من 5 - 21 ولونه أصفر مائل إلى البني، لا يحدث تعدد للزوجات في هذا النوع، والذكر والأنثى متشابهان بلون المنقار والقديم الأحمر.